# Río Bolshaya Bélaya
El río Bolshaya Bélaya (en ruso: Большая Белая, en buriato : Ехэ Бүлэн, Yeje Bulén) es un río de Rusia que discurre por el óblast de Irkutsk y la república de Buriatia, en Siberia oriental. Es un afluente por la orilla izquierda del Angará, por lo que es un subafluente del Yeniséi.

## Geografía
El Bolshaya Bélaya tiene una longitud de 359 km. Su cuenca hidrográfica tiene una superficie de 18.000 km² y su caudal asciende a 181 m³/s. El curso del Bolshaya Bélaya discurre globalmente del oeste hacia el este. El río desemboca en la orilla izquierda del Angará 106 km por debajo de la ciudad de Irkutsk. En su curso medio y superior, está sembrado de numerosos rápidos. Su cuenca cuenta con unos 1.573 ríos y torrentes que en conjunto tendrían una longitud total de 7.147 kilómetros.
El Bolshaya Bélaya permanece congelado desde finales de octubre o principios de noviembre a finales de abril o principios de mayo.
En su cuenca se encuentran yacimientos de nefrita y grafito.

## Afluentes y subafluentes
Sus principales afluentes son :
- el Urik (orilla derecha)
- el Málaya Bélaya (orilla derecha)
  - el Onot (orilla izquierda)

## Hidrometría - El caudal en Malta
El caudal del Bolshaya Bélaya ha sido observado durante 31 años (1936-1966) en Malta, localidad situada a 22 km por encima de su desembocadura en el Angará.
El caudal interanual medio observado en Malta durante este periodo fue de 181 m³/s para una superficie de drenaje de 17.600 km², el 98 % de la cuenca total del río. La lámina de agua vertida en esta cuenca asciende a 324 mm por año, que puede ser considerada como bastante elevada, aunque corresponde a las mediciones efectuadas en otros ríos que nacen en los montes Sayanes orientales.
Río aliementado en gran parte por las lluvias de verano-otoño, el Bolshaya Bélaya es un río de régimen pluvial.
Las crecidas se desarrollan en verano, de junio a septiembre, lo que corresponde a la estación de las lluvias. Luego del 15 de agosto, el caudal comienza a bajar, y este descenso continúa en los meses siguientes hasta el fin de otoño. Después de octubre comienza el periodo de estiaje, que tiene lugar de noviembre a marzo incluido y corresponde a los grandes fríos y a los hielos intensos del invierno siberiano que se abaten sobre toda la región.
El caudal medio mensual observado en marzo (mínimo de estiaje) es de 30,5 m³/s, que corresponde al 6.5 % del caudal medio del mes de julio, máximo del año (450 m³/s), lo que muestra la amplitud, bastante moderada para Siberia de las variaciones estacionales. En los 31 años del periodo de observación, el caudal medio mensual fue de 15,8 m³/s en marzo de 1936, mientras que el caudal medio máximo se elevó a 997 m³/s en julio de 1952.
Considerando solamente el periodo estival, libre de hielos (de mayo a octubre incluido), el caudal mensual mínimo observado fue de 112 m³/s en octubre de 1943.
Caudales medios mensuales del Bolshaya Bélaya (en m³/s) medidos en la estación hidrométrica de Malta
Datos  calculados durante 31 años